# 氢化铝锂
氢化铝锂（Lithium Aluminium Hydride）是一个复合氢化物，分子式为LiAlH4。氢化铝锂缩写为LAH，是有机合成中非常重要的还原剂，尤其是对於酯、羧酸和酰胺的还原。纯的氢化铝锂是白色晶状固体，在120°C以下和干燥空气中相对稳定，但遇水分解。

## 制备
1947年，H. I. Schlesinger、A. C. Bond和A. E. Finholt首次制得氢化铝锂，其方法是令氢化锂与无水三氯化铝在乙醚中进行反应：
4LiH + AlCl3 −Et2O→ LiAlH4 + 3LiCl
这个反應一般稱為 Schlesinger ，反應產率以三氯化铝计算為86%。反應开始时要加入少量氢化铝锂作為引發劑，否则反應要經歷一段誘导期才能發生，并且一旦开始后会以猛烈的速度進行，容易發生事故。
Schlesinger 法有很多缺点，如需要用引发剂、氢化锂要求过量和高度粉细、需要用稀缺的原料金属锂、反应中3/4的氢化锂转化为价廉的氯化锂等。虽然如此，相对于其他方法，Schlesinger 法较简便，至今仍是制取氢化铝锂的主要方法。
其他制取氢化铝锂的方法包括：
- 高压合成法：用碱金属或氢化物，铝，高压氢在烃或醚溶剂中反应。[5]

LiH + Al + 2H2 → LiAlH4
- 由氢化铝钠制取[5]。工业合成上一般采用高温高压合成氢化铝钠，然後与氯化锂进行复分解反应。这一制备方法可以实现氢化铝锂的高产率：

Na + Al + 2H2 → NaAlH4
NaAlH4 + LiCl −Et2O→ LiAlH4 + NaCl
其中LiCl由氢化铝锂的醚溶液过滤掉，随後使氢化铝锂析出，获得包含1%（w/w）左右LiCl的产品。
上述的氢化铝钠若换成氢化铝钾也可反应，可与氯化锂或是乙醚或四氢呋喃中的氢化锂反应。
氢化铝锂是白色固体，但工业品由於含有杂质，通常为灰色粉末。氢化铝锂可以通过从乙醚中重新结晶来提纯，若进行大规模的提纯可以使用索氏提取器。一般来说，不纯的灰色粉末用於合成，因为杂质是无害的，可以很容易地与有机产物分离。纯氢化铝锂粉末是在空气中自燃，但大块晶体不易自燃。一些氢化铝锂工业品中会包含矿物油，以防止材料与空气中的水反应，但更通常的作法是放入防水塑料袋中密封。

## 结构

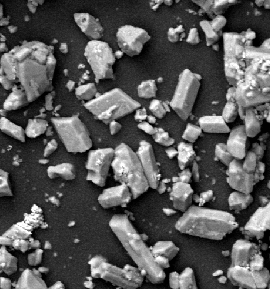
LiAlH_{4}粉末掃描電子顯微影像。

LiAlH_{4}样品的X射线粉末衍射模式。星号表明有杂质，可能是LiCl。

氢化铝锂具有单斜的晶体结构，空间群为P21c，AlH4−离子为四面体结构。氢化铝锂中，Li+ 与五个AlH
4-正四面体相邻，并与每个正四面体中的一个氢原子分别成键，与其中四个的距离为 1.88－2.00Å，与第五个氢的距离稍长，为 2.16Å，成双角锥排列。其晶胞参数为：a = 4.82，b = 7.81，c = 7.92 Å，α = γ = 90° 和 β = 112°。在高压（>2.2 GPa）下，氢化铝锂会发生相变，成为β-LiAlH4。
下图为氢化铝锂的晶胞模型，紫色球代表锂原子，黄褐色正四面体代表AlH4。

## 溶解度
氢化铝锂可溶於多种醚溶液中，不过，由於杂质的催化作用，氢化铝锂可能会自动分解，但是在四氢呋喃中表现得更稳定，因此虽然在四氢呋喃的溶解度较低，相比乙醚，四氢呋喃应该是更好的溶剂。
|                | 温度（℃） |      |      |      |      |
| 溶剂           | 0         | 25   | 50   | 75   | 100  |
| 乙醚           | –         | 5.92 | –    | –    | –    |
| 四氢呋喃       | –         | 2.96 | –    | –    | –    |
| 乙二醇二甲醚   | 1.29      | 1.80 | 2.57 | 3.09 | 3.34 |
| 二乙二醇二甲醚 | 0.26      | 1.29 | 1.54 | 2.06 | 2.06 |
| 三乙二醇二甲醚 | 0.56      | 0.77 | 1.29 | 1.80 | 2.06 |
| 四乙二醇二甲醚 | 0.77      | 1.54 | 2.06 | 2.06 | 1.54 |
| 二噁烷         | –         | 0.03 | –    | –    | –    |
| 二丁醚         | –         | 0.56 | –    | –    | –    |

## 热力学数据
下表总结了氢化铝锂和涉及氢化铝锂的反应的热力学数据，分别以标准状态下焓、熵和吉布斯能变化的形式表示。
| 反应                                           | ΔH° （kJ/mol） | ΔS° （J/(mol·K)） | ΔG° （kJ/mol） | 备注                                                         |
| ---------------------------------------------- | -------------- | ----------------- | -------------- | ------------------------------------------------------------ |
| Li (s) + Al (s) + 2 H2(g) → LiAlH4 (s)         | −116.3         | −240.1            | −44.7          | 由单质进行的标准合成。                                       |
| LiH (s) + Al (s) + 3/2 H2 (g) → LiAlH4 (s)     | −25.6          | −170.2            | 23.6           | 其中ΔH°f(LiH) = −90.5，ΔS°f(LiH) = −69.9，ΔG°f(LiH) = −68.3. |
| LiAlH4 (s) → LiAlH4 (l)                        | 22             | –                 | –              | 熔融热，数据可能不可靠。                                     |
| LiAlH4 (l) → ⅓ Li3AlH6 (s) + ⅔ Al (s) + H2 (g) | 3.46           | 104.5             | −27.68         | ΔS°是由ΔH°和ΔG°的报告值计算。                                |

## 反应

### 热分解反应
氢化铝锂在常温下是亚稳的。在长时间的贮存中，氢化铝锂会分解成Li3AlH6和LiH。这一过程可以通过钛、铁、钒等助催化元素来加速。

差示扫描量热法测定LiAlH_{4}样品

当加热氢化铝锂时，其反应机理分为3步：
3 LiAlH4 → Li3AlH6 + 2 Al + 3 H2 （R1）
2 Li3AlH6 → 6 LiH + 2 Al + 3 H2 （R2）
2 LiH + 2 Al → 2 LiAl + H2 （R3）
R1通常以氢化铝锂的熔化开始，温度范围为150－170℃，接着立即分解为Li3AlH6，但是R1是在低於LiAlH4熔点的情况下进行的。在大约200℃时，Li3AlH6分解成LiH和Al（R2） ，接着在400℃以上分解成LiAl（R3）。反应R1在实际中是不可逆的，而R3是可逆反应，在500℃时的平衡压强是25千帕。在有适当催化剂的情况下，R1和R2反应可以在常温下发生。

### 水解反应
LiAlH4遇水迅速反应并放出氢气：
LiAlH4 + 2H2O → LiAlO2 + 4H2
LiAlH4 + 4H2O → LiOH + Al(OH)3 + 4H2
由于放出的氢是定量的，该反应可用来测定样品中氢化铝锂的含量。为了防止反应过于剧烈，常加入一些二噁烷、乙二醇二甲醚或四氢呋喃作为稀释剂。
这一反应提供了一个有用的实验室制取氢气的方法。长期暴露在空气中的样品通常会发白，因为样品已经吸收了足够的水分，生成了由氢氧化锂和氢氧化铝组成的白色混合物。

### 氨解反应
LiAlH4 的乙醚或四氢呋喃溶液能同氨猛烈作用放出氢气：
2LiAlH4 + 5NH3 → [LiAlH(NH2)2]2NH + 6H2
当氨的量不足时，发生如下反应：
LiAlH4 + 4NH3 → LiAl(NH2)4 + 2H2
NH3/LiAlH4比值更小时，则氨中的三个氢都可被取代：
LiAlH4 + NH3 → Li[Al(NH2)4]

### 合成其他复合氢化物或简单氢化物
氢化铝锂几乎可以与所有的卤化物反应生成相应的配位铝氢化物，当配位铝氢化物不稳定时，则分解为相应的氢化物。通式为：
nLiAlH4 + MXn → M(AlH4)n + nLiX
M(AlH4)n → MHn + nAlH3
因此可通过此方法制备很多金属或非金属氢化物，如：
2LiAlH4 + ZnI2 −(−40℃，乙醚)→ ZnH2 + 2AlH3 + 2LiI
LiAlH4 + 4 NaCl → 4 NaH + LiCl + AlCl3

### 与氢化物的反应
氢化铝锂可与NaH在四氢呋喃中进行复分解反应，高效的生产氢化铝钠（NaAlH4）：
LiAlH4 + NaH → NaAlH4 + LiH
氢化铝钾（KAlH4）可以用二乙二醇二甲醚作为溶剂，以类似的方式制取：
LiAlH4 + KH → KAlH4 + LiH

### 作为还原剂
氢化铝锂可将很多有机化合物还原，实际中常用其乙醚或四氢呋喃溶液。氢化铝锂的还原能力比相关的硼氢化钠更强大，因为Al-H键弱於B-H键。由于存储和使用不方便，工业上常用氢化铝锂的衍生物双(2-甲氧基乙氧基)氢化铝钠（红铝）作为还原剂，但在小规模的工业生产中还是会使用氢化铝锂。
能被氢化铝锂还原的官能团主要包括：
- 卤代烷被还原成烷烃[25][26]。碘代烷反应最快，其次是溴代烷和氯代烷。此反应中一级卤代烷（伯卤代烷）性能较好，所得产物发生构型转化，因此认为该反应是SN2机理。二级卤代烷（仲卤代烷）也可用此法还原，三级卤代烃（叔卤代烷）容易发生消除反应，不适用此法[27][28]。氢化铝锂只能用於还原醇基在附近的炔烃，不能用於还原简单烯烃和芳香烃。[29]
- 硅卤化物等还原为硅烷[4]，如：

LiAlH4 + SiCl4 → SiH4 + LiCl + AlCl3
- 羰基化合物（酰胺除外）被还原为醇，如酯[30][31]和羧酸[32]都可以被氢化铝锂还原成伯醇。在氢化铝锂还原酯的方法发现之前，一般用布沃－布朗还原反应还原酯，即将煮沸的金属钠-无水醇作为还原剂，但这一反应较难进行。醛和酮[33]也可以被氢化铝锂还原成醇，不过一般使用如NaBH4这类更温和的试剂来还原。α,β-不饱和酮会被还原成烯丙醇。[34]
- 环氧化合物。当环氧化合物被还原时，氢化铝锂试剂会攻击环氧化合物的位阻小的一端，通常会生成仲醇或叔醇。环氧环己烷会被优先还原成a键（直立键）的醇。[35]
- 酰胺和酰亚胺被还原成胺[36][37]。这类反应一般产率较高，并且用N,N-取代的原料反应比其他要快很多[4]。
- 腈被还原成伯胺。另外，肟[38]、硝基化合物以及烷基叠氮都可以被还原成胺，硝基芳烃还原为偶氮化合物[39]。季铵阳离子可被还原成对应的叔胺。
- 与醇反应生成烷氧基氢化铝锂：

LiAlH4 + ROH → LiAl(OR)H3 + H2
LiAlH4 + 2ROH → LiAl(OR)2H2 + 2H2
LiAlH4 + 3ROH → LiAl(OR)3H + 3H2
LiAl(OR)2H2 是将酰胺还原为醛的适宜试剂，LiAl(OC(CH3)3)3H 是将酰氯还原为醛的适宜试剂，而利用氢化铝锂不能将酰氯部分还原生成对应的醛，因为氢化铝锂会将後者完全还原为伯醇，因此必须要使用更温和的三叔丁氧基氢化铝锂（LiAl(OC(CH3)3)3H）来还原酰氯。三叔丁氧基氢化铝锂与酰氯的反应比与醛的反应迅速得多，例如在异戊酸中加入氯化亚砜会生成异戊酰氯，这时可利用三叔丁氧基氢化铝锂将异戊酰氯还原为异戊醛，产率能达到65%。

## 储氢

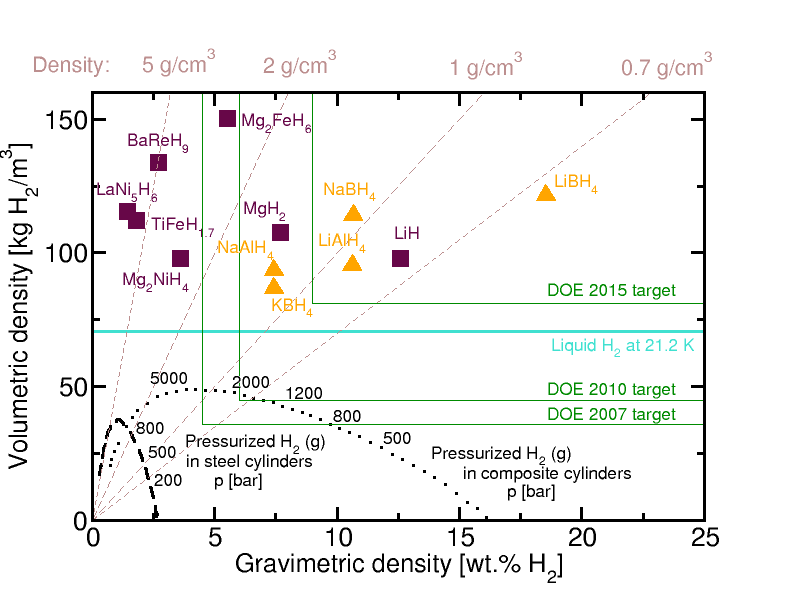
不同储氢方式的容积和种类储氢密度，金属氢化物用方框表示，复合氢化物用三角形表示（包括LiAlH_{4}）。上述报告值不包含容器质量，而美國能源部FreedomCAR目标包含容器质量。

LiAlH4包含质量分数为10.6%的氢，这使氢化铝锂成为一种有潜力的储氢介质，可用於未来的燃料电池机车。由於氢化铝锂有与掺杂Ti的NaAlH4的氢含量和可逆储氢特性，因此在21世纪10年代，新兴研究的重点转移到了LiAlH4。氢化铝锂的实证研究已被投入，致力於通过催化剂掺杂和球磨来加快分解反应速率。
为了利用氢化铝锂的全部氢容量，中间反应物LiH必须被脱氢。由於LiH的热稳定性很强，其需要超过400℃的温度才能脱氢，因此无法用於运输工具。若将LiH + Al作为最终产物，储氢容量减少到7.96%的质量分数。另一个有关储氢的问题是反向循环到LiAlH4。由於其稳定性较差，因此需要超过1兆帕的极高氢压才能反向循环到LiAlH4。循环只需要R2反应，也就是将Li3AlH6作为原料，单独的一步中能储存质量分数为5.6%的氢，而对於NaAlH4需要两步才能达到同等储氢量。不过迄今为止，这一尝试还未成功。

## 延伸阅读
- Wiberg, Egon & Amberger, Eberhard. . Elsevier. 1971. ISBN 0-444-40807-X.

- Hajos, Andor. . Elsevier. 1979. ISBN 0-444-99791-1.

- Lide (ed.), David R. . CRC Press. 1997. ISBN 0-8493-0478-4.

- Carey, Francis A. . McGraw-Hill. 2002. ISBN 0-07-252170-8. 在线版本 （页面存档备份，存于）
- Chapter 5，Andreasen, Anders. . Risoe National Laboratory. 2005. ISBN 87-550-3498-5. 全文